# Silja Karlsson
Silja Marianne Christina Karlsson, född 7 januari 1939, är en svensk textilkonstnär. 
Karlsson studerade den textila linjen vid Konstfackskolan i början på 60-talet under Edna Martins ledning, samt vid Högre konstindustriella skolan i Stockholm 1963. Separat har hon ställt ut i bland annat Malmö, Göteborg, Falun och på Husby Säteri. Hon har medverkat i samlingsutställningar i Edinburgh, Stockholm, Malmö, Karlstad, USA och Saudiarabien. Bland hennes offentliga arbeten märks en textil utsmyckning för Växjö stadshus. Hon har huvudsakligen arbetat som fri konstnär men har också undervisat i textil fackteckning vid Uppsala universitet samt varit formgivare för hemslöjden. Karlsson är representerad vid Nationalmuseum, Upplandsmuseet, Upplands konstmuseum, Statens konstråd samt i kyrkor, kommuner och landsting.